# Twilight (chanson d'Electric Light Orchestra)
Pour les articles homonymes, voir Twilight (homonymie).
Singles de Electric Light Orchestra
Hold on Tight
(1981) Here Is the News / Ticket to the Moon
(1981)
Pistes de Time
Prologue Yours Truly, 2095
Twilight est une chanson d'Electric Light Orchestra tirée de l'album Time, sorti en 1981. Deuxième single tiré de l'album, après Hold on Tight, elle s'est classée 30e au Royaume-Uni et 38e aux États-Unis.
En 1983, Twilight est utilisée sans autorisation comme bande sonore du film d'ouverture du DAICON IV, convention de science-fiction tenue à Osaka. Du fait de l'absence d'autorisation, ce film 8mm amateur, réalisé par les futurs fondateurs du studio Gainax, n'a jamais connu de sortie officielle en DVD et est très difficile à se procurer. En 2005, le générique du drama Densha otoko rend hommage à cette vidéo, dont elle reprend notamment la bande originale, c'est-à-dire Twilight.